# Chamane
Chamane és la segona pel·lícula realitzada per Bartabas, estrenada el 6 de març de 1996 i coproduïda per França i Rússia. Explica la fugida a la taigà d'un xaman i un violinista confinats en un gulag a Sibèria, a lloms de dos cavalls iacuts.

## Argument
Dimitri és un violinista d'Irkutsk confinat en un gulag siberià. Un dels seus companys en la desgràcia, un xaman, crida en la seva ajuda dos petits cavallets salvatges que els permeten escapar. Durant el camí, el xaman mor d'un tret, però li revela a Dimitri que els esperits estan amb ell i li donaran la força per continuar el seu viatge a la gelada Sibèria. Finalment, Dimitri aconsegueix tornar a Irkutsk, però es nega a posar-se en marxa i recupera la llibertat amb el seu cavallet.

## Filmació
Aquesta és la segona pel·lícula de Bartabas, écuyer i director de l'espectacle eqüestre. En una entrevista, explica que aquesta pel·lícula neix de la seva voluntat de fer un cinema diferent, 
| « | en la urgència de la imaginació i sense un gran pressupost, perquè els diners paralitzen el cinema contemporani | » |

. Durant el rodatge es va enfrontar moltes dificultats, com ara el robatori d'una part del pressupost de la pel·lícula per part del director rus, i el rodatge als escenaris naturals de Sibèria, en condicions dures i amb un material antiquat.

## Recepció
Segons Bartabas, la pel·lícula va ser molt mal rebuda pels professionals del cinema a Canes, que l van "ferir": ell va respondre en una entrevista que 
| « | la pel·lícula no està exempta de defectes, però almenys existeix, i potser el redescobrirem algun dia | » |